# Stirzenhofstraße 21

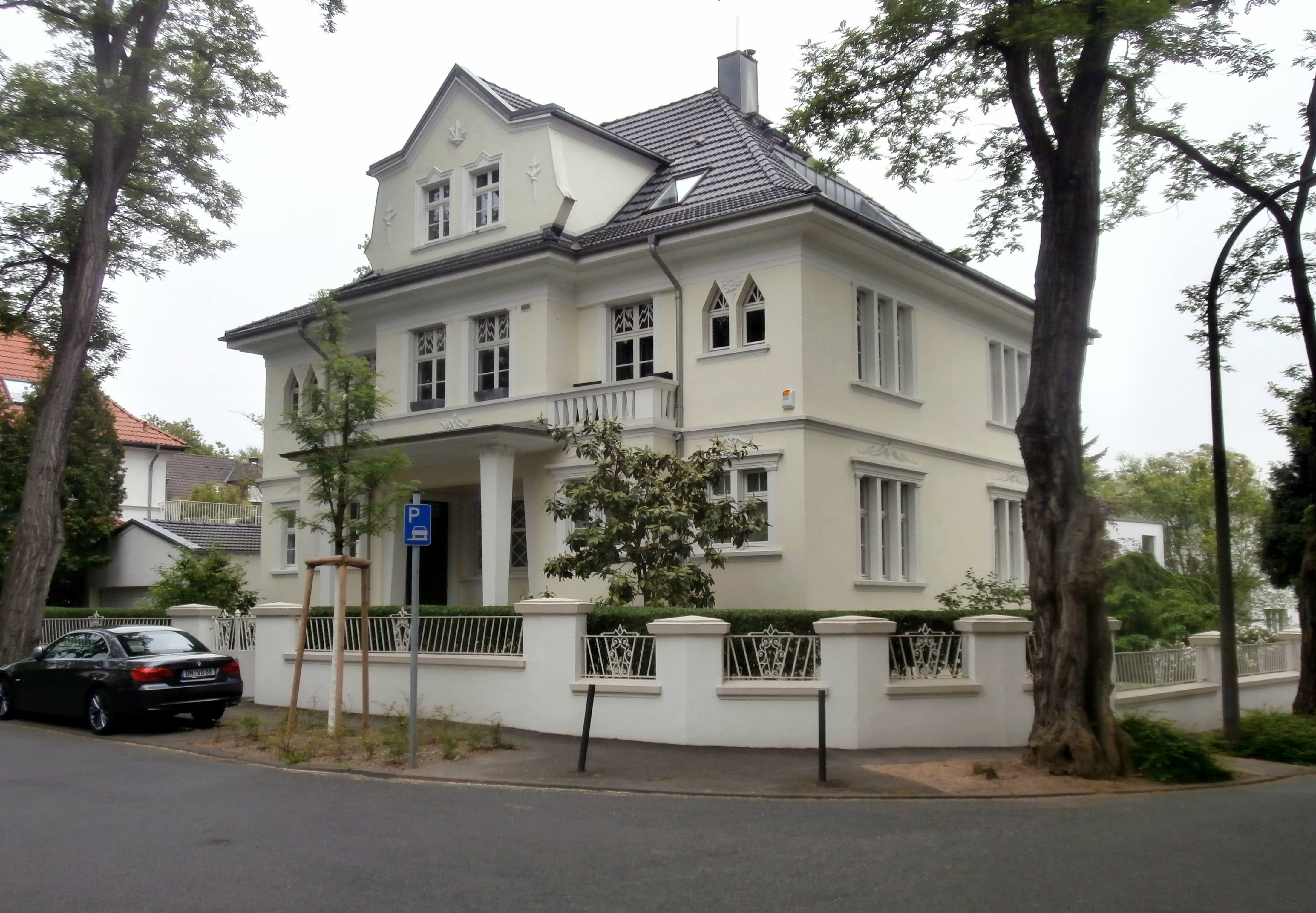
Villa Stirzenhofstraße 21 (2015)

Das Gebäude Stirzenhofstraße 21 ist eine Villa in Bad Godesberg, einem Stadtbezirk von Bonn, die 1926 errichtet wurde. Sie liegt im Ortsteil Plittersdorf an der Stirzenhofstraße Ecke Simrockallee.

## Geschichte
Der Bauherr der Villa war Amtsrat Ernst Wrede. Sie entstand nach den Plänen des Godesberger Architekten Karl Schwarz. 1929 wurde das Gebäude um eine Garage an der Rückfront und 1938 um eine weitere neben dem Haus erweitert.
Nachdem Bonn 1949 Regierungssitz der Bundesrepublik Deutschland geworden war, diente das Anwesen 1952/53 als Kanzlei der Gesandtschaft der Dominikanischen Republik. Anschließend richtete die Republik Türkei in der Villa die Residenz ihres Botschafters ein, die bereits 1956 in die Villa Rolandshöhe bei Rolandseck verlegt wurde (→ Botschaft der Republik Türkei (Bonn)). Neuer Nutzer des Gebäudes wurde die Libanesische Republik, die es als Residenz ihres Botschafters anmietete. Nachdem der Eigentümer das Haus verkaufen wollte, wurde die libanesische Residenz 1973 innerhalb Bonns verlegt. Käufer des Anwesens war die Republik Senegal, die dort 1974 ebenfalls die Residenz ihres Botschafters einrichtete. Die Villa wurde mit landestypischen Messingskulpturen, Hinterglasmalereien und Bildern eines in Deutschland lebenden senegalesischen Malers ausgestattet.
In Folge der Verlegung des Regierungssitzes nach Berlin (1999) zog die senegalesische Botschaft 2004 dorthin um. Die Villa wird heute als privates Wohnhaus genutzt.

## Architektur
Die Villa lässt sich stilistisch dem Expressionismus zuordnen. Zu den stiltypischen Formen gehören ein mit Spitzen und Zacken durchsetztes Ornament, konisch nach unten verlaufende eckige Säulen und Baluster sowie dreieckige Fensterabschlüsse. Die äußere Farbgebung des Hauses ist nicht im ursprünglichen Zustand erhalten.